# Kaori Imabeppu
Kaori Imabeppu (jap. 今別府 香里, Imabeppu Kaori; * 7. September 1986 in der Präfektur Nara) ist eine japanische Badmintonspielerin. 

## Karriere
Imabeppu stammt aus der Präfektur Nara und hat eine ältere Schwester, Yasuyo, die für Yonex spielt. Sie besuchte die Sugahara-Grundschule in Yamatotakada. Während dieser Zeit fing sie mit 8 Jahren durch ihre Schwester mit dem Badminton an. Bei den landesweiten Grundschulmeisterschaften 1997 hatte sie ersten größeren Erfolg als die Gold im Einzel erreichte. Danach besuchte sie die Katashio-Mittelschule und erreichte bei den Juniorenmeisterschaften 2000 erneut Gold im Einzel. Nachfolgend kam die Yamada-Oberschule im nordjapanischen Aomori, auf der auch ihre späteren Teamkolleginnen Koharu Yonemoto und Eriko Hirose, sowie Mizuki Fujii und Reika Kakiiwa gingen. Bei den Inter-High-Oberschulmeistenschaften 2003 erreichte sie Gold im Einzel. Diesen Titel konnte sie 2004 verteidigen und erreichte zusätzlich den 3. Platz im Doppel. Auch bei den Juniorenmeisterschaften in diesem Jahr konnte sie wieder Gold erspielen.
Nach der Schule trat sie zum 1. April 2005 in das Unternehmen Sanyo ein und spielte für deren Werksteam bzw. nach der Unternehmensübernahme durch Panasonic 2011 für dessen Werksteam.
Kaori Imabeppu gewann bei den japanischen Meisterschaften 2007 den Titel im Dameneinzel. Ein Jahr später siegte sie bei den Portugal International und den Croatian International. 2010 war sie bei den Swedish International Stockholm erfolgreich. Im Uber Cup 2008 wurde sie mit dem japanischen Damenteam Neunte.

## Sportliche Erfolge
| Saison | Veranstaltung                   | Disziplin   | Platz | Name           |
| ------ | ------------------------------- | ----------- | ----- | -------------- |
| 2007   | Japan: Einzelmeisterschaften    | Dameneinzel | 1     | Kaori Imabeppu |
| 2008   | Uber Cup                        | Damenteam   | 9     | Japan          |
| 2008   | Portugal International          | Dameneinzel | 1     | Kaori Imabeppu |
| 2008   | Croatian International          | Dameneinzel | 1     | Kaori Imabeppu |
| 2010   | Swedish International Stockholm | Dameneinzel | 1     | Kaori Imabeppu |
| 2012   | Japan: Einzelmeisterschaften    | Dameneinzel | 1     | Kaori Imabeppu |